# 一週的朋友。
《一週的朋友。》是葉月抹茶創作的日本漫画作品。於《月刊GANGAN JOKER》2012年2月号開始連載。已於2014年4月至6月播放全12話電視動畫。現在於葉月抹茶的新作「為了我就是我。」的卷末開始連載大學生篇。
舞台設定主要位於東京都多摩市，以及鄰近的府中市、日野市等地區，如京王線鐵路和多摩川四谷橋等即為故事中的重要場景之一。

## 故事簡介
「但是，我關於朋友的記憶，一週後就會消失呢」，女主角藤宮香織所述的事實。即便如此，男主角長谷祐樹，還是想和香織成為朋友。一週的記憶開始又結束，兩個人不斷成為朋友。不一樣的生活就此開始。
故事描述一位高中二年級女主角香織因為一場車禍，讓她對於周遭朋友的記憶「只能維持短短一週」。她為了不讓旁人誤會或是傷心，在班上漸漸地把自己孤立起來……此時，同班同學祐樹雖然在偶然的機會下也得知這個驚人的事實，但是他仍然心甘情願每個禮拜、每個禮拜重來一次和香織交朋友。究竟開朗又誠懇的祐樹能不能帶著香織走出這個輪迴？ 讓香織在過了一週之後可以親口說出「我們是好朋友」這句話呢？這齣時而溫馨、時而揪心的校園青春生活劇，將要帶給大家一份全新的感動。

## 登場人物
長谷祐樹（聲優：山谷祥生，演員：山崎賢人（台灣配音：張立昂））
生日：7月14日／星座：巨蟹座／血型：O型
本作男主角。高中二年級，不擅長數學科。對受到班上孤立的香織感到好奇，因而試著成為香織的朋友。初時香織而拒絕與祐樹做朋友以及避開他，但是祐樹有一次在天台問香織為何避開他，及後香織就向祐樹解釋因為「朋友的記憶一週後就會消失」的原因而拒絕與祐樹做朋友。但是祐樹沒有因此而放棄﹐反而每次被遺忘後都會執著的對香織說出：「請再和我做朋友吧！」，並成為香織高中生活的第一個真正意義上的朋友。
祐樹也建議香織寫日記藉此希望香織能通過記日記的方法來記住自己，省去交朋友的過程，結果發現如果沒有交朋友的過程，在被遺忘後僅通過日記是無法直接成為朋友的，而放棄自己偷懶的想法。在這麼不斷重複的互相交友過程中﹐發現自己喜歡香織。
後來因九條的轉學造成香織的記憶錯亂導致完全忘記暑假結束前的半年期間與自己相處的種種，祐樹也開始發現自己與九條相同﹐因而漸漸地逃避香織。但後來聽到九條的自白和香織的道歉之後完全不再迷茫也不再逃避，下定決心要找回香織的全部記憶，變回最原本也是真正的香織，打算與九條一起將香織所遺忘的所有過去與事實全部告訴香織。因此令香織恢复記憶也令她的記憶沒有在一週後消失。
在大學生篇中，祐樹與香織依然有聯絡並且與她有單獨約會。
藤宮香織（聲優：雨宮天，演員：川口春奈（台灣配音：許淑嬪））
生日：12月1日／星座：射手座／血型：A型
本作女主角。高中二年級。與祐樹同班。在她小時候發現自己被好朋友排擠因而沒有留意馬路而被車撞到，忘記了所有朋友。由於这次打擊是一星期所發生的，因而做成了「朋友的記憶一週後就會消失」的原因。所以不敢結交朋友而逃避人群，性格顯得孤僻，其實非常想和別人做朋友。
初時香織而拒絕與祐樹做朋友以及避開他，但是祐樹的主動接近才開始慢慢地重新接受人群，逐漸和身邊的人變得友好起來。在這互相接觸過程中﹐發現自己喜歡了祐樹。不過卻因為對男女感情遲鈍而遲遲沒有進展，將祐樹視為特殊重要的朋友。擅長數學，料理。每天會為祐樹做內有18克糖的玉子燒便當給他。認為祐樹是唯一一個可以完全信賴的重要朋友，經過半年的相處，雖然還是會遺忘祐樹的事情，但事實上每週都會殘留一些與祐樹有關的記憶，因此有時候就算不看日記也仍然記得祐樹。
在二年級時被轉學過來的九條說是叛徒而記憶錯亂導致昏倒，醒來之後包括殘留的記憶在內，完全忘記祐樹的事情（全部重置）。雖然記憶全部重置了，但是祐樹也會像以前一樣對香織說出：「請再和我做朋友吧！」。不過，當香織感覺到祐樹開始漸漸地逃避自己時，加上在長假期期間沒有約自己而感到傷心及擔心祐樹。於是香織向祐樹道歉，反而他向香織道歉，說：「自己不會再逃避！希望藤宮同學能夠一起面對!」，因而香織也開始面對自己的問題，而且與祐樹約定了一起面對自己的問題，因此他們回復以前一樣。最後在祐樹與九條的幫忙下回復記憶，她的記憶沒有在一週後消失。
在大學生篇中，香織開始在意自己對祐樹的感覺是否在戀人的關係。
桐生將吾（聲優：細谷佳正，演員：松尾太陽（台灣配音：何志威））
祐樹的同班朋友兼好友，高中二年級。雖然外表給人一種冷漠感，卻會私底下關心他人，曾主動為沙希抄寫作業筆記。成績優秀，言談直率，因而受到祐樹的信任。沙希的國小同學，經常陪著沙希（被拜托而且沒有答應），但在沙希即將做出一些會惹來麻煩的事的時候，會適時阻止沙希，偶爾也會陪著她一起胡鬧。
喜歡少女漫畫。外冷內熱，有不同於外表的細膩的一面，對香織和長谷的問題，認為需要兩人自己解決，阻止沙希干預。並且較為反感祐樹和香織的曖昧舉動。小學時幫助過沙希，喜歡沙希，並對沙希有很強的保護欲。具有十分嚴重的傲嬌。最早看出長谷與香織之間的感情卻決定不干涉他們之間的事。
山岸沙希（聲優：大久保瑠美，演員：高橋春織（台灣配音：魏晶琦））
祐樹的同班同學。高中二年級。身材嬌小。個性天然，容易忘東忘西，是将吾的國小同學。有很嚴重的健忘症，從而成為被欺負的對象，受到陌生人（將吾）幫助後發生改變。並因為將吾的幫助開始成為一個願意依賴他人的孩子。
將香織視為重要的朋友，對將吾有過求婚式表白，希望将吾成為自己的丈夫。對將吾抱有一種無限接近愛情的特殊情感，但因為沙希本人對事物的遲鈍性，所以暫時無法理解她對將吾到底是什麼定位。有些不會對香織、舞子、藍說的話，在將吾面前都會毫無顧慮的說出來。
九條一（聲優：淺沼晋太郎，演員：上杉柊平（台灣配音：黃天佑））
第二學期轉入祐樹、香織班上的同學，香織的青梅竹馬，喜歡香織。母親很嚴厲，給其取名“一”是希望其各方面都第一。不讓他接觸電子遊戲，但初次玩就很擅長。有恐高症。因與香織一個小學，並且都是班裡最受歡迎的人物，而有共同語言，經常放學後一起學習。看起來關係比較密切，但具體發展到哪一步未知。因為家庭原因搬家到北海道。於高二又回到東京。因為送別派對對香織的毀約一直心懷不滿，但對香織的感情卻沒有改變。
井上潤（聲優：間島淳司，演員：戶次重幸（台灣配音：宋克軍））
祐樹班級的導師，教授科目為數學。一直指點著佑樹的數學，為佑樹的數學成績感到擔心。因佑樹的數學成績十分糟糕，經常留佑樹放學後補習。從香織的母親那裡聽說香織的事情后，以讓香織幫忙出考試題目為由，把屋頂的鑰匙交給被孤立的香織，允許她自由使用。其實是關心學生的一種體現。
藤宮志穗（聲優：中原麻衣，演員：國生小百合（台灣配音：馮友薇））
香織的母親，個性開朗活潑，對長谷祐樹感到信任。擅長廚藝，尤其是西式糕點。年輕開放，告訴祐樹關於香織每週失憶的秘密。
芹澤舞子（聲優：角元明日香）
祐樹與香織的同學，沙希的朋友，非常寵沙希，對於祐樹與香織的關係非常感興趣。此外也喜歡追星。
西村藍（聲優：田邊留依）
祐樹與香織的同學，沙希的朋友。對於祐樹與香織的關係非常感興趣。

## 出版書籍
| 卷數 | Square Enix    | Square Enix            | 東立出版社     | 東立出版社             |
| 卷數 | 發售日期       | ISBN                   | 發售日期       | ISBN                   |
| ---- | -------------- | ---------------------- | -------------- | ---------------------- |
| 1    | 2012年6月22日  | ISBN 978-4-7575-3633-3 | 2016年1月29日  | ISBN 978-986-462-648-9 |
| 2    | 2012年11月22日 | ISBN 978-4-7575-3796-5 | 2016年7月12日  | ISBN 978-986-462-649-6 |
| 3    | 2013年4月27日  | ISBN 978-4-7575-3953-2 | 2016年12月8日  | ISBN 978-986-462-650-2 |
| 4    | 2013年11月22日 | ISBN 978-4-7575-4137-5 | 2017年5月2日   | ISBN 978-986-462-651-9 |
| 5    | 2014年3月22日  | ISBN 978-4-7575-4256-3 | 2017年12月28日 | ISBN 978-986-462-652-6 |
| 6    | 2014年7月22日  | ISBN 978-4-7575-4361-4 | 2018年4月10日  | ISBN 978-986-462-653-3 |
| 7    | 2015年4月22日  | ISBN 978-4-7575-4435-2 | 2018年5月2日   | ISBN 978-986-462-654-0 |

導讀手冊
| 書名 | Square Enix   | Square Enix            |
| 書名 | 發售日期      | ISBN                   |
| ---- | ------------- | ---------------------- |
|      | 2015年5月22日 | ISBN 978-4-7575-4647-9 |

## 電視動畫
2013年11月發表電視動畫化消息，於2014年4月播出。動畫改編原作自第一卷至第四卷。

### 製作團隊
- 原作：葉月抹茶（「月刊GANGAN JOKER」史克威爾艾尼克斯刊）
- 監督：岩崎太郎
- 系列構成：菅正太郎
- 角色設計：山崎繪里
- 美術：伊藤聖
- 美術設定：
- 色彩設計：歌川律子
- 攝影：鹽川智幸
- 編輯：今井大介
- 音響監督：本山哲
- 音樂：戶田色音
- 音樂製作：東寶
- 製片人：吉澤隆、清水美佳、麻生一宏、石川雅樹、永瀨智人、大室正勝
- 動畫製作人：佐藤由美
- 動畫製作：Brain's Base
- 製作：「一週的朋友。」製作委員會

### 主題曲
片頭曲（第1话－第11话）
作詞、作曲：川嶋愛，編曲：宮崎誠，主唱：昆夏美
片尾曲（第1话－第12话）
作詞、作曲：大橋卓彌，編曲：常田真太郎，主唱：藤宮香織（雨宮天）

### 各話列表
| 話數              | 日文標題 | 中文標題                     | 劇本       | 分鏡     | 演出     | 作畫監督                                        | 漫畫原作                         |
| ----------------- | -------- | ---------------------------- | ---------- | -------- | -------- | ----------------------------------------------- | -------------------------------- |
| 第01話            |          | 開始當朋友。                 | 菅正太郎   | 岩崎太郎 | 岩崎太郎 | 山崎繪里                                        | 第00回                           |
| 第02話            |          | 與朋友相處的方法。           | 菅正太郎   | 佐山聖子 | 佐山聖子 | 高野綾、吉田奏子 山崎繪里                       | 第01回、第02回                   |
| 第03話            |          | 朋友的朋友。                 | 菅正太郎   | 田中雄一 | 有江祐樹 | 小池惠、津田崇 馬場龍一、佐佐木勅嘉             | 第01回、第03回                   |
| 第04話            |          | 與朋友吵架。                 | 國澤真理子 | 德本善信 | 德本善信 | 大城美幸、川添政和                              | 第04回、第05回                   |
| 第05話            |          | 新的朋友。                   | 清水惠     | 小柴純彌 | 小柴純彌 | 高野綾、吉田奏子 加藤里香、川添政和             | 第08回                           |
| 第06話            |          | 朋友的母親。                 | 國澤真理子 | 佐山聖子 | 佐山聖子 | 近藤奈都子                                      | 第06回、第07回                   |
| 第07話            |          | 「啊」的朋友。「呼」的朋友。 | 清水惠     | 福島利槻 | 三上喜子 | 谷川亮介、石井久美                              | 第09回、第10回、第11回           |
| 第08話            |          | 朋友與海。                   | 清水惠     | 德本善信 | 德本善信 | 近藤奈都子、龜谷響子 大城美幸、齋藤和也（效果） | 第12回                           |
| 第09話            |          | 與朋友的最終日。             | 清水惠     | 中川聰   | 有江勇樹 | 石川慎亮、川添政和 大城美幸、高野綾             | 第13回、第14回                   |
| 第10話            |          | 朋友與朋友。                 | 國澤真理子 | 今掛勇   | 川畑喬   | 吉田奏子、市原圭子                              | 第15回、第16回、第17回、後半原創 |
| 第11話            |          | 重要的朋友。                 | 菅正太郎   | 佐山聖子 | 小柴純彌 | 小谷杏子、石川慎亮 加藤里香、福元敬子 山崎繪里  | 原創劇情                         |
| 第12話 （最終話） |          | 請和我成為朋友。             | 菅正太郎   | 岩崎太郎 | 岩崎太郎 | 山崎繪里、大城美幸 川添政和                     | 原創劇情                         |

### 播放電視台
日本深夜動畫：下文記載的日本国内播放時間使用日本標準時間（UTC+9）表示。因為部分時間标识會採用30小时制，因此請留意这类超过24:00的时间，其實際播放時間為翌日清晨。
| 播放地區   | 播放電視台 | 播放日期               | 播放時間（UTC+9）         | 所屬聯播網 | 備註           |
| ---------- | ---------- | ---------------------- | ------------------------- | ---------- | -------------- |
| 東京都     | TOKYO MX   | 2014年4月6日－6月22日  | 星期日 24時00分－24時30分 | 獨立UHF局  |                |
| 近畿廣域圈 | 每日放送   | 2014年4月7日－6月23日  | 星期一 26時35分－27時05分 | 日本新聞網 |                |
| 愛知縣     | 愛知電視台 | 2014年4月8日－6月24日  | 星期二 27時05分－27時35分 | 東京電視網 |                |
| 日本全國   | AT-X       | 2014年4月9日－6月25日  | 星期三 21時00分－21時30分 | 衛星電視   | 有重播         |
| 日本全國   | BS11       | 2014年4月13日－6月29日 | 星期日 24時30分－25時00分 | 衛星電視   | 「ANIME+」節目 |

### BD／DVD
| 卷數 | 發售日期       | 收錄話數        | 規格編號   | 規格編號   |
| 卷數 | 發售日期       | 收錄話數        | BD         | DVD        |
| ---- | -------------- | --------------- | ---------- | ---------- |
| 1    | 2014年6月18日  | 第1話 - 第2話   | TBR-24281D | TDV-24287D |
| 2    | 2014年7月16日  | 第3話 - 第4話   | TBR-24282D | TDV-24288D |
| 3    | 2014年8月20日  | 第5話 - 第6話   | TBR-24283D | TDV-24289D |
| 4    | 2014年9月17日  | 第7話 - 第8話   | TBR-24284D | TDV-24290D |
| 5    | 2014年10月15日 | 第9話 - 第10話  | TBR-24285D | TDV-24291D |
| 6    | 2014年11月19日 | 第11話 - 第12話 | TBR-24286D | TDV-24292D |

### 香織的日記
《香織日記》是動畫製作方為了更好地宣傳動畫，在第2話播出後開始在動畫官網上公開的語音欄目。《香織日記》於TOKYO MX播出後（每週日24:00）更新，該欄目與“香織與朋友的記憶”欄目一樣，每次公開時間僅有一周。《香織日記》經過映像和音樂的重新編輯，收錄到Blu-ray&DVD每卷贈送的特典當中。
《香織日記》，顧名思義是一本記錄了“一周就會忘記與朋友的回憶”的藤宮香織和男主人公長谷佑樹的對話內容、談話經過的日記。動畫粉絲不僅能通過文字了解了香織的心情，還可以聽著藤宮香織飾演者雨宮天小姐的朗讀音頻，更為細膩地體會香織的所思所感。香織日記的內容將會與動畫播出的集數聯動，時刻保持最新的內容。
| 話數 | 副標題        | 收錄卷數 |
| ---- | ------------- | -------- |
| #2   | 5月22日木曜日 | Vol.1    |
| #3   | 6月9日月曜日  | Vol.2    |
| #4   | 6月25日水曜日 | Vol.2    |
| #5   | 6月27日金曜日 | Vol.3    |
| #6   | 7月3日木曜日  | Vol.3    |
| #7   | 7月11日金曜日 | Vol.4    |
| #8   | 8月18日月曜日 | Vol.4    |
| #9   | 8月31日日曜日 | Vol.5    |
| #10  | 9月8日月曜日  | Vol.5    |
| #11  | 11月7日金曜日 | Vol.6    |
| #12  | 1月8日木曜日  | Vol.6    |

## 舞台劇
2014年11月14日～11月24日在CBGKシブゲキ!!上演出。

### 演員
舞台劇其他演員
- 玉城莉奈
- 富澤衿香
- 中川知子
- 葛堂里奈

### 製作團隊
- 原作：葉月抹茶（『月刊GANGAN JOKER』刊）
- 演出：堀江慶 (CORNFLAKES)
- 演出補佐：山本タク
- 照明：橋本剛（コローレ）
- 音響：佐川敦 (Sammy Sound)
- 音樂：戸田色音
- 宣傳寫真：渡邊慎一
- 舞台監督：田中翼
- 製片人：小野奈緒、西田知佳、宮原麻子、中崎裕介
- 企画協力：東寶、史克威爾艾尼克斯
- 主催：舞台「一週的朋友。」製作委員会
- 制作：ムービックプロモートサービス、ぴあ、CORNFLAKES、東京音協

## 電影版
於2017年2月18日在日本上映。於2015年11月在《GANGAN JOKER》發表了製作電影的情報。

### 演員
電影原創角色
- 近藤真由：古畑星夏（台灣配音：魏晶琦）

電影版原創角色，香織國中時期的朋友，喜歡九條一，認為自己害了香織失去記憶而一直感到愧疚。
- 藤宮隆之：甲本雅裕（台灣配音：黃天佑）

電影版原創角色，香織的父親。
- 山田：芳村宗次郎（台灣配音：黃天佑）

電影版原創角色，長谷祐樹在漫畫研究社的學弟。
- 圖書館委員：伊藤沙莉（台灣配音：馮友薇）
- 古文教師：岡田圭右（台灣配音：何志威）
- 神崎醫生：巖瀨亮（台灣配音：何志威）
- 畢業典禮的廣播聲：山谷祥生（台灣配音：黃天佑）
- 學校内的廣播聲：雨宮天（台灣配音：馮友薇）

### 製作團隊
- 原作：葉月抹茶《一週的朋友。》（月刊GANGAN JOKER / 史克威爾艾尼克斯刊載）
- 導演：村上正典
- 劇本：泉澤陽子
- 音樂：山田豐
- 主題曲 - スキマスイッチ「奏（かなで） for 一週間フレンズ。」
- 製作総指揮 - 大角正
- 製作代表 - 武田功、木下直哉、中山良夫、佐野真之、松浦克義、大川ナオ、堀口壽一
- エグゼクティブプロデューサー - 関根真吾
- プロデューサー - 石塚慶生、寺西史、関谷正征
- アソシエイトプロデューサー - 秋山直樹、三好英明
- 撮影 - 藤本信成
- 照明 - 和田雄二
- 録音 - 関根光晶
- 美術 - 山下杉太郎
- 編集 - 山本正明
- スクリプター - 小原菁子
- デザイン - 中村綾香
- 装飾 - 大村充
- 助監督 - 本間利幸
- ヘアメイク - 小林真由
- 衣装 - 加藤優香利
- 選曲 - 藤村義孝
- 音響効果 - 壁谷貴弘
- 制作担当 - 山田大作、豊島さおり
- 技術プロデューサー - 稲村浩
- 音楽プロデューサー - 高石真美
- 宣伝プロデューサー - 村松瑛里子
- ラインプロデューサー - 戸倉多佳子
- 制作協力 - 松竹撮影所、原宿サン・アド/19-juke-
- 制作・配給 - 松竹
- 制作プロダクション - FCC
- 製作 - 映画「一週間フレンズ。」製作委員会（松竹、木下グループ、日本テレビ放送網、アスミック・エース、スクウェア・エニックス、研音、FCC）

## 外部連結
- 月刊GANGAN JOKER漫畫簡介（日語）
- GANGAN ONLINE漫畫簡介（日語）
- 《一週的朋友。》作者「葉月抹茶」的官網（页面存档备份，存于）（日語）
- 《一週的朋友。》電視動畫公式網站（页面存档备份，存于）（日語）
- 《一週的朋友。》AT-X電視台電視動畫介紹網站（页面存档备份，存于）（日語）
- 《一週的朋友。》BS11電視台電視動畫介紹網站（日語）
- 《一週的朋友。》TOKYO MX電視台電視動畫介紹網站（页面存档备份，存于）（日語）
- 《一週的朋友。》電視動畫NICONICO網路直播專題（页面存档备份，存于）（日語）
- 《一週的朋友。》電視動畫b-ch萬代頻道網路直播專題（页面存档备份，存于）（日語）
- 一週的朋友。電視動畫GyaO!網路直播專題（日語）
- 一週的朋友。在動畫新聞網百科全書中的資料（英文）（英文）